# Рікардо Бускетс
Рікардо Бускетс (3 жовтня 1974) — пуерториканський плавець.
Учасник Олімпійських Ігор 1992, 1996, 2000, 2004 років.
Призер Чемпіонату світу з водних видів спорту 1998 року.
Призер Чемпіонату світу з плавання на короткій воді 1997 року.
Переможець Пантихоокеанського чемпіонату з плавання 1997 року.
Призер Панамериканських ігор 1991 року.